# Trosa stadslopp
Trosa stadslopp är en löpartävling som går av stapeln helgen efter midsommar varje år i Trosa, söder som Stockholm. Loppet går över den udda distansen 8,9 kilometer och lockar ofta ett mycket starkt startfält på elitnivå. Arrangörerna framhåller aktivt att loppet flera gånger utsetts till Storstockholms bästa löpartävling av FK Studenterna.